# Le Moine fou (film)
Pour plus de détails, voir Fiche technique et Distribution.
Le Moine fou (濟公, Chai Gong) est une comédie fantastique hongkongaise réalisée par Johnnie To et Ching Siu-tung et sortie en 1993 à Hong Kong.
L'histoire est basée sur le personnage folklorique Ji Gong, un moine qui, du temps de la dynastie des Songs du Sud, possédait soi-disant des pouvoirs surnaturels qu'il utilisait pour aider les pauvres et lutter contre l'injustice. Cependant, il était également connu pour son comportement sauvage et excentrique, ainsi que pour avoir violé les règles monastiques bouddhistes en consommant de l'alcool et de la viande.
Le film totalise 21 562 580 HK$ de recettes au box-office.

## Synopsis
La divinité Ji Gong (Stephen Chow) accepte le défi des dieux de changer le destin d'un mendiant (Anthony Wong), d'une prostituée (Maggie Cheung) et d'un assassin (Kirk Wong) en trois jours célestes. Cependant, lorsqu'il redescend sur Terre, ses pouvoirs son réduits à ceux d'un simple mortel et il ne lui reste plus qu'un éventail lui permettant d'exaucer trois vœux par jour.

## Fiche technique
- Titre : Le Moine fou
- Titre original : 濟公
- Réalisation : Johnnie To et Ching Siu-tung
- Scénario : Sandy Shaw (en)
- Musique : Wu Wai-lap
- Photographie : Wong Wing-hang
- Montage : Wong Wing-ming
- Production : Mona Fong
- Société de production : Cosmopolitan Film Productions
- Société de distribution : Newport Entertainment
- Pays d'origine :  Hong Kong
- Format : Couleurs - 1,85:1 - Mono - 35 mm
- Genre : Comédie fantastique
- Durée : 89 minutes
- Date de sortie :
  - Hong Kong : 29 juillet 1993
  - Corée du Sud : 24 décembre 1993
  - Japon : 16 novembre 1996

## Distribution
- Stephen Chow : la divinité Ji Gong
- Anthony Wong : le mendiant
- Maggie Cheung : la prostituée
- Kirk Wong : l'assassin
- Ng Man-tat : Lohan, le chasseur de tigre
- Anita Mui : la bodhisattva Guanyin (caméo)
- Wong Yat-fei : le soldat céleste
- Philip Chan
- Michael Chan (en)
- Nina Paw (en)